# Maui Jim
Maui Jim è una azienda statunitense di occhiali con base a Peoria (Illinois). Lo stile ed il nome si riferiscono alla casa madre originaria fondata alle Hawaii. Produce anche lenti specifiche su prescrizione oltre alle lenti commerciali da sole, Maui Jim, incluso lenti progressive.
Maui Jim fu fondata ai bordi di una piscina d'hotel a Maui, Hawaii. Il marchio fu introdotto nel 1988 sul mercato commercializzato da Bill Capps, con sede in California.
Maui Jim con sede principale a Lahaina, Hawaii si spostò a Peoria dopo l'acquisizione di RLI Vision, l'assicurazione sulla vista della RLI Corp, nel dicembre 1996. Maui Jim continua ad avere una sede e negozio in Lahaina.
Nel 1999, Forbes Magazine mise Maui Jim nella lista '100 Things Worth Every Penny'.
Nel 2015 e 2016, Maui Jim è stata selezionata come Best Sunglass Company su Vision Monday e premiata con 20/20 su EyeVote Reader's Choice.